# الی سوینتون
الی سوینتون (به انگلیسی: Eliel Swinton) (زاده ۲۷ مارس ۱۹۷۵ ) بازیگر آمریکایی است.
از فیلم‌های معروف او می‌توان به بازی در فیلم تیم اول دانشکده بلوز اشاره کرد.